# 梅斯 (蓬特韦德拉省)
梅斯，是西班牙加利西亚自治区蓬特韦德拉省的一个市镇。 总面积52平方公里，总人口5017人（2001年），人口密度96人/平方公里。